# باگا نور
باگا نور (به لاتین: Baga Nuur) یک دریاچه در مغولستان است که در استان زوخان واقع شده‌است.